# Рудниковый
Рудниковый — посёлок в Светлинском районе Оренбургской области России. Входит в состав Гостеприимного сельсовета.

## История
В 1966 г. Указом Президиума ВС РСФСР поселок фермы совхоза имени 19 партсъезда переименован в Рудниковый.

## Население
| 2010 |
| ---- |
| 76   |